# Jugodina dictyphoroides
Jugodina dictyphoroides är en insektsart som beskrevs av Heinrich Christian Friedrich Schumacher 1914. Jugodina dictyphoroides ingår i släktet Jugodina och familjen sporrstritar. Inga underarter finns listade i Catalogue of Life.